# Gerhard Hessenberg
Gerhard Hessenberg (* 16. August 1874 in Frankfurt am Main; † 16. November 1925 in Berlin) war ein deutscher Mathematiker.

## Leben und Wirken
Gerhard Hessenberg studierte in Straßburg und Berlin und wurde dort 1899 mit der Arbeit Über die Invarianten linearer und quadratischer binärer Differentialformen und ihre Anwendung auf die Deformation der Flächen promoviert. Die Habilitation erfolgte 1901 an der Technischen Hochschule Berlin. 1907 wurde er Professor an der Landwirtschaftlichen Akademie in Bonn, 1910 an der Technischen Hochschule Breslau. 1919 wurde er an die Universität Tübingen berufen.
Hessenberg beschäftigte sich in seinen Arbeiten u. a. mit Differentialgeometrie (geodätische Linien) und Grundlagenfragen der Geometrie. Er entwickelte u. a. ein Axiomensystem der elliptischen Geometrie. Für die synthetische Untersuchung projektiver Ebenen und Räume ist der von ihm 1905 bewiesene Satz wichtig, dass in jeder Ebene, in der die projektiven Inzidenzaxiome und der Satz von Pappos gelten, auch der Satz von Desargues gilt. Er wird ihm zu Ehren Satz von Hessenberg genannt.
Bekannt wurde er auch durch seine 1906 erschienene Abhandlung zur Mengenlehre, in welcher er vollständig die – ebenfalls als Satz von Hessenberg bekannte – Aussage bewies, dass für alle unendlichen Kardinalzahlen {\displaystyle \,{\mathfrak {a}}} gilt: {\displaystyle \,{\mathfrak {a}}^{n}={\mathfrak {a}}}.
Auch wenn diese Abhandlung heute vom mathematischen Standpunkt in weiten Teilen als überholt angesehen werden muss, so verdient sie doch laut Oliver Deiser das Prädikat „historisch besonders wertvoll“. Ferner sind in der Mengenlehre die Hessenbergschen natürlichen Operationen nach Hessenberg benannt.
Im Jahr 1916 wurde Hessenberg zum Mitglied der Leopoldina gewählt.

## Werke (Auswahl)
- Ebene und sphärische Trigonometrie. de Gruyter, Berlin (diverse Auflagen).
- Grundbegriffe der Mengenlehre. Abhandlungen der Friesschen Schule, Neue Folge, Band 1, S. 478–706 (auch in Buchform als Sonderdruck erschienen im Verlag Vandenhoeck und Ruprecht, Göttingen 1906).
- Grundlagen der Geometrie. 2. Auflage. de Gruyter, Berlin 1967. (EA 1930)
- Transzendenz von e und π. Ein Beitrag zur höheren Mathematik vom elementaren Standpunkte aus. New York 1965, unveränderter Nachdruck der EA von 1912.
- Vom Sinn der Zahlen. Tübingen/Leipzig 1922.